# Carla Njine
Carla Njine (* 2000) ist eine deutsche Schauspielerin.

## Leben
Njines Mutter ist deutscher und ihr Vater afrikanischer Herkunft.
Als Filmtochter von Lars Eidinger stand sie 2015 für den Kinospielfilm Die Blumen von gestern von Chris Kraus vor der Kamera. 2018 folgte eine Rolle in der Webserie Amina bastelt Bomben von Paul Bachmann.

## Filmografie
- 2015: Die Blumen von gestern (Kinofilm)
- 2018: Amina bastelt Bomben (Webserie)
- 2019: Polizeiruf 110: Dunkler Zwilling (Fernsehreihe)
- 2022: Nachricht von Mama (Fernsehserie, 7 Folgen)
- 2023: SOKO Hamburg (Fernsehserie, Folge Von Töchtern und Söhnen)
- 2023: Helen Dorn: Der kleine Bruder (Fernsehreihe)
- 2024: Tatort: Stille Nacht (Fernsehreihe)

## Theater
- 2013/14: Kindersoldaten, Regie: Gernot Grünewald, Theater Bremen
- 2017: Still Out There, Regie: Kainkollektiv, Theater Bremen
- 2018: Bilder deiner großen Liebe, Regie Christiane Renziehausen, Theater Bremen